# Giacomo Serra
Giacomo Serra (ur. w 1570 w Genui, zm. 19 sierpnia 1623 w Rzymie) – włoski kardynał.

## Życiorys
Urodził się w 1570 roku w Genui, jako syn Antonia Marii Serry i Claudii Lomenelli. W młodości został referendarzem Trybunału Obojga Sygnatur i klerykiem, a następnie skarbnikiem generalnym Kamery Apostolskiej. 17 sierpnia 1611 roku został kreowany kardynałem diakonem i otrzymał diakonię San Giorgio in Velabro. Cztery lata później został mianowany legatem w Ferrarze. 28 września 1615 roku został podniesiony do rangi kardynała prezbitera i otrzymał kościół tytularny Santa Maria della Pace. Zmarł 19 sierpnia 1623 roku w Rzymie.